# Dichagyris melanura
Dichagyris melanura är en fjärilsart som beskrevs av Carrara 1846. Dichagyris melanura ingår i släktet Dichagyris och familjen nattflyn. Inga underarter finns listade i Catalogue of Life.